# Колачково (Вжесінський повіт)
Колачково (пол. Kołaczkowo) — село в Польщі, у гміні Колачково Вжесінського повіту Великопольського воєводства.
Населення — 888 осіб (2011).
У 1975-1998 роках село належало до Познанського воєводства.

## Демографія
Демографічна структура станом на 31 березня 2011 року:
|          | Загалом | Допрацездатний вік | Працездатний вік | Постпрацездатний вік |
| -------- | ------- | ------------------ | ---------------- | -------------------- |
| Чоловіки | 450     | 114                | 315              | 21                   |
| Жінки    | 438     | 95                 | 274              | 69                   |
| Разом    | 888     | 209                | 589              | 90                   |